# Toi8
Toi8 (nascido em 8 de outubro de 1980) é um artista japonês que era mais conhecido por trabalhar em animes como .hack // The Movie e videogames como Tokyo Mirage Sessions ♯FE.

## Biografia
Toi8 nasceu na província de Kumamoto, no Japão, em 8 de outubro de 1980. Ele se formou na Yoyogi Animation College. Embora ele trabalhou como ilustrador de anime por cerca de dois anos, ele deixou sua empresa em cerca de um ano. Desde que ele ficou fascinado com seus desenhos originais, ele se tornou um ilustrador freelancer . Ele estreou como ilustrador em "Fancy Tokyo Hundred Scenery", publicado em 2002. Sua origem de seu pseudônimo é de seu aniversário: 8 de outubro. Antes disso, ele usou o pseudônimo "Q8".